# Lekyth
Lekyth eller lekythos er en antik græsk vasetype. Den har ofte form med en smal krop og en hank fæstet til halsen. Lekyther blev brugt til olie, specielt olivenolie.